# Стефан Попов (актьор, 1947)
Вижте пояснителната страница за други личности с името Стефан Попов.
Стефан Попов е български театрален и киноактьор.

## Биография
Стефан Попов е роден през 1947 г. в София. Дядо му Йордан Попов е юрист, кмет на град Сливен от 1936 до 1941 г. Баща му, Любомир Попов, също е юрист, а майка му, Мария Дерменджиева-Попова, е завършила немска филология. След 9 септември 1944 година баща му е лагерист в Куциян и Богданов дол.
Завършва ВИТИЗ през 1975 г. в класа на проф. Боян Дановски. Работи в Театрите на Кърджали, Ямбол, Пазарджик. От 1982 г. е в трупата на Драматичен театър - Пловдив. Има над 130 театрални и над 20 филмови роли.
От 1984 г. е режисьор на театралния колектив „Театър без диплома“ към НЧ „Иван Вазов - 1904 г.“ - гр. Хисаря.

## Театрални роли
- Стамболов – „Възход и падение на Стефан Стамболов“ – Стефан Цанев, реж. Асен Шопов
- Стамболов – „Олимпий или реквием за приятеля“ – Пелин Пелинов, реж. проф. Здравко Митков
- Хофстад – „Обществен враг“ – Хенрик Ибсен, реж. проф. Здравко Митков, номинация за „Аскер“
- Хлестаков – „Ревизор“ – Гогол, реж. Хр. Церовски
- Фьодор Карамазов – „Братя Карамазови“ – Фьодор Достоевски, реж. Стоян Радев
- Актьорът – „Живите от мъртвата махала“ – Петър Анастасов, реж. Николай Ламбрев
- отец Лоренцо – „Ромео и Жулиета“ – Уилям Шекспир, реж. Галин Стоев
- сър Тоби – „12 нощ“ – Уилям Шекспир, реж. Петър Кауков
- Кочкарьов – „Женитба“ – Гогол, реж. Ив. Урумов
- пастор Виктор – „Есенна Соната“ – Ингмар Бергман, реж. Ив. Урумов
- Глостър – „Крал Лир“ – Уилям Шекспир, реж. Стайко Мурджев
- Бащата на Евридика – „Евридика“ – С. Рул, реж. Ст. Мурджев
- Банкерът – „Добрият доктор“ – А. П. Чехов, Нийл Саймън, реж. Недялко Делчев
- Философа в „Да се провреш под дъгата“ от Георги Марков, реж. Асен Шопов

## Телевизионен театър
- „Часът на моето убийство“ (1992, сц. Христо Даскалов, реж. Николай Георгиев) – Стефан Стамболов
- „Житие и страдание грешнаго Софрония“ (2 части, реж. Н. Георгиев)
- „Аз видях Рая“ (реж. Николай Георгиев)

## Филмография
- „XI а“ (2015) – Мишев
- „Седем часа разлика“ (тв сериал, 2011 – 2014, сц. Л. Дилов-син, М. Фучеджиева, реж. Вито Бонев, Горан Поповски) – адвокат на Милото
- „Шменти капели: Легендата“ (15-сер. тв, 2013 – 2014, сц. и реж. Владислав Карамфилов – Въргала) – Гошев
- „Недадените“ (12-сер. тв, 2013) – Даниел Цион (в серия: VIII)
- „Слънчево“ (2013)
- „Време за жени“ (2006, сц. и реж. Илия Костов)
- „Църква за вълци“ (12-сер. тв, 2004, сц. П. Анастасов, реж. Н. Ламбрев) – Стамат
- „Асистентът“ (2002)
- „Хайка за вълци“ (6-сер. тв, 2000) – режисьорът
- „Трака-трак“ (1996, сц. и реж. Илия Костов)
- „Мадам Бовари от Сливен“ (1991, сц. и реж. Илия Костов) – Иван Димитров, колега на Вера
- „Дефицит“ (1990)
- „Живей опасно“ (тв, 1989)
- „Женски сърца“ (тв, 1985)
- „Инспектор без оръжие“ (1985)
- „Романтична история“ (1984) – следователят
- „Стената“ (1984) – шофьор
- „Константин Философ“ (6-сер. тв, 1983) – (в 2 серии: II, VI)
- „Бал на самотните“ (1981, реж. Иван Ничев)
- „Близката далечина“ (1981)
- „Масово чудо“ (1981) – Ицо
- „Монолог за прасенцето“ (1981)
- „Руският консул“ (2-сер. тв, 1981) – Йоаким Груев
- „Ударът“ (1981) – капитан Томов
- „Адаптация“ (3-сер. тв, 1979)
- „Авантаж“ (1977, сценаристи Руси Чанев и Георги Дюлгеров, реж. Г. Дюлгеров)
- „Дневна светлина“ (1974)

Документални филми
- „Константин Величков“ – сценарист и реж. Ил. Костов
- „Добри Желязков – Фабрикаджията“ – сценарист и реж. Ил. Костов

## Награди
- три национални награди за театър
- награда на Министерството на културата
- две награди „Пловдив“
- номинации за „Икар“ и „Аскеер“